# Parafia Narodzenia Najświętszej Maryi Panny w Lądku-Zdroju
Parafia Narodzenia Najświętszej Maryi Panny w Lądku-Zdroju – parafia rzymskokatolicka w dekanacie lądeckim w diecezji świdnickiej. Parafię erygowano w XIII w.

## Historia parafii
Od 2002 do 2017 proboszczem parafii był śp. ks. prałat Marek Połochajło. Po nim funkcję proboszcza objął ks. Aleksander Trojan.
W parafii znajduje się sanktuarium Matki Bożej Uzdrowienia Chorych diecezji świdnickiej.

## Galeria – kościoły parafii

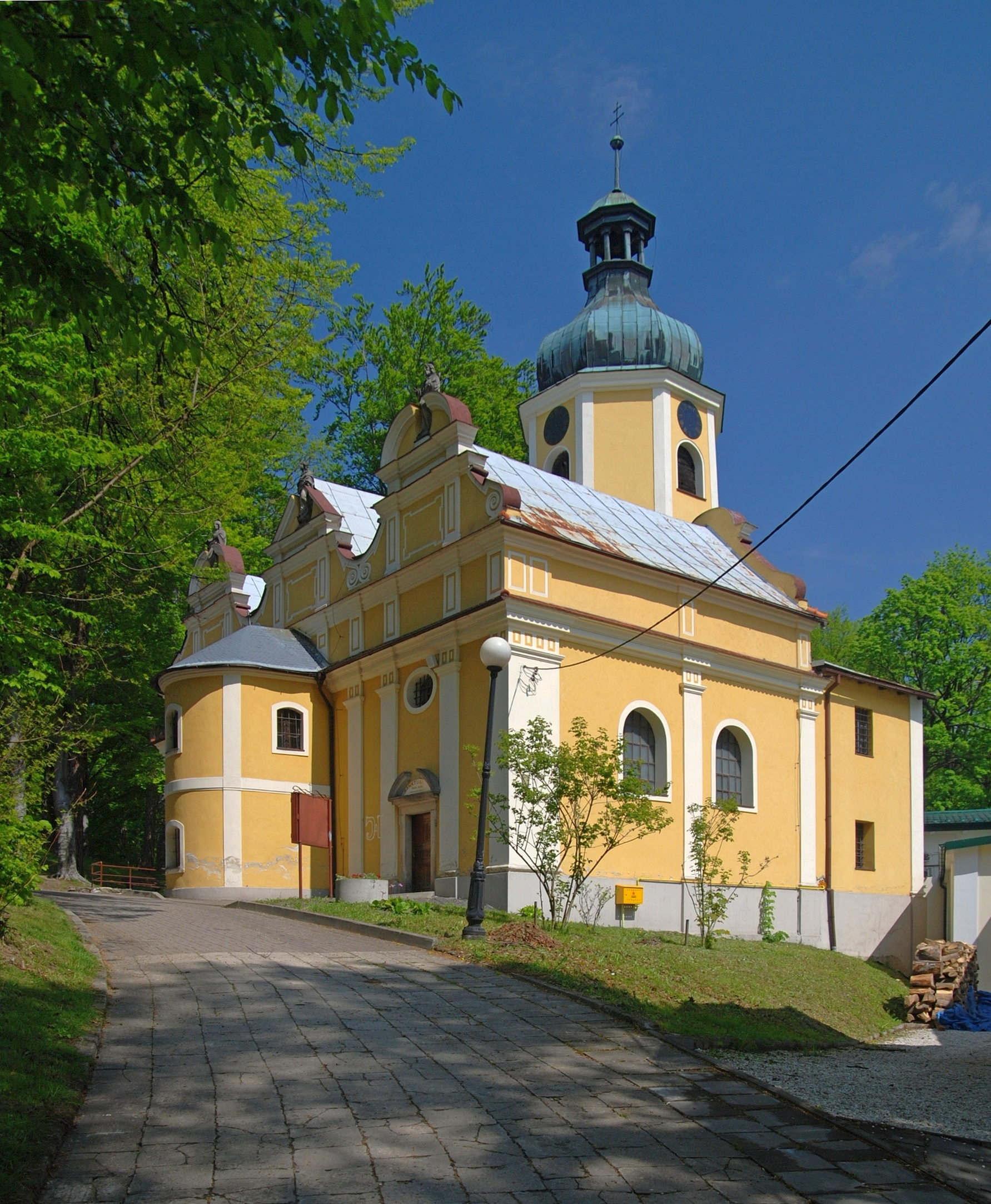
Sanktuarium Uzdrowienia Chorych w Lądku-Zdroju
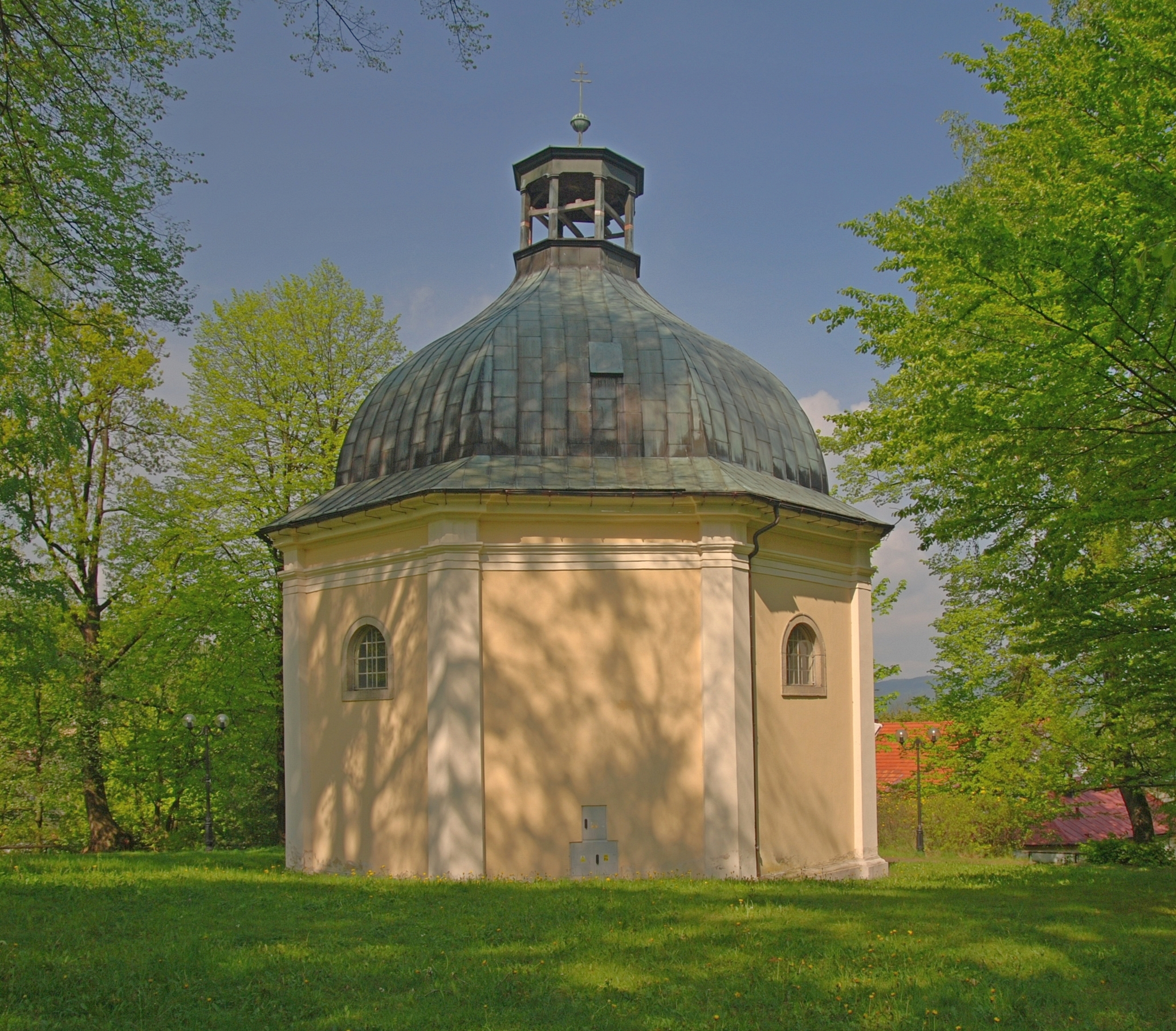
Kaplica św. Jerzego w Lądku-Zdroju
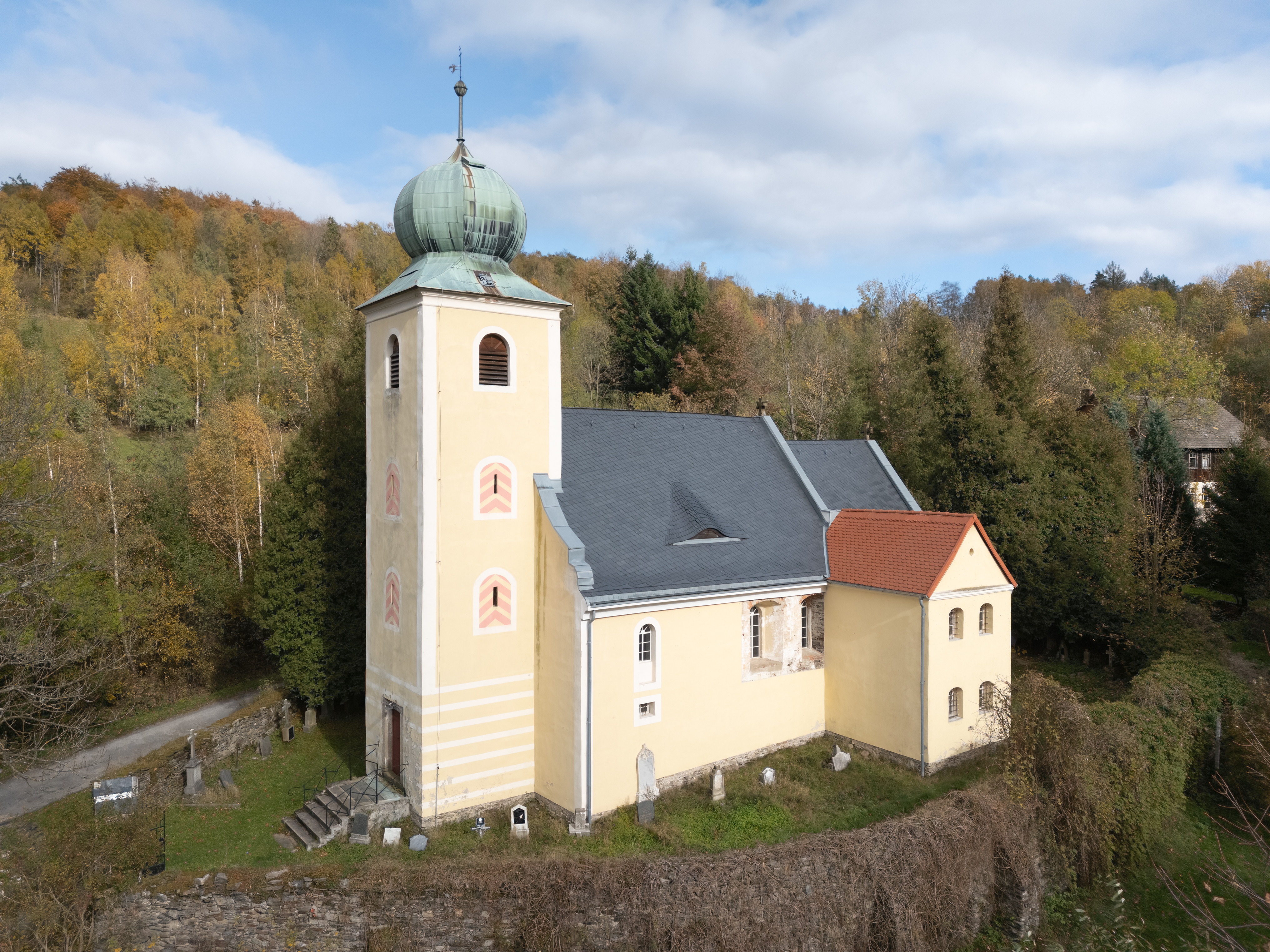
Kościół św. Katarzyny w Kątach Bystrzyckich
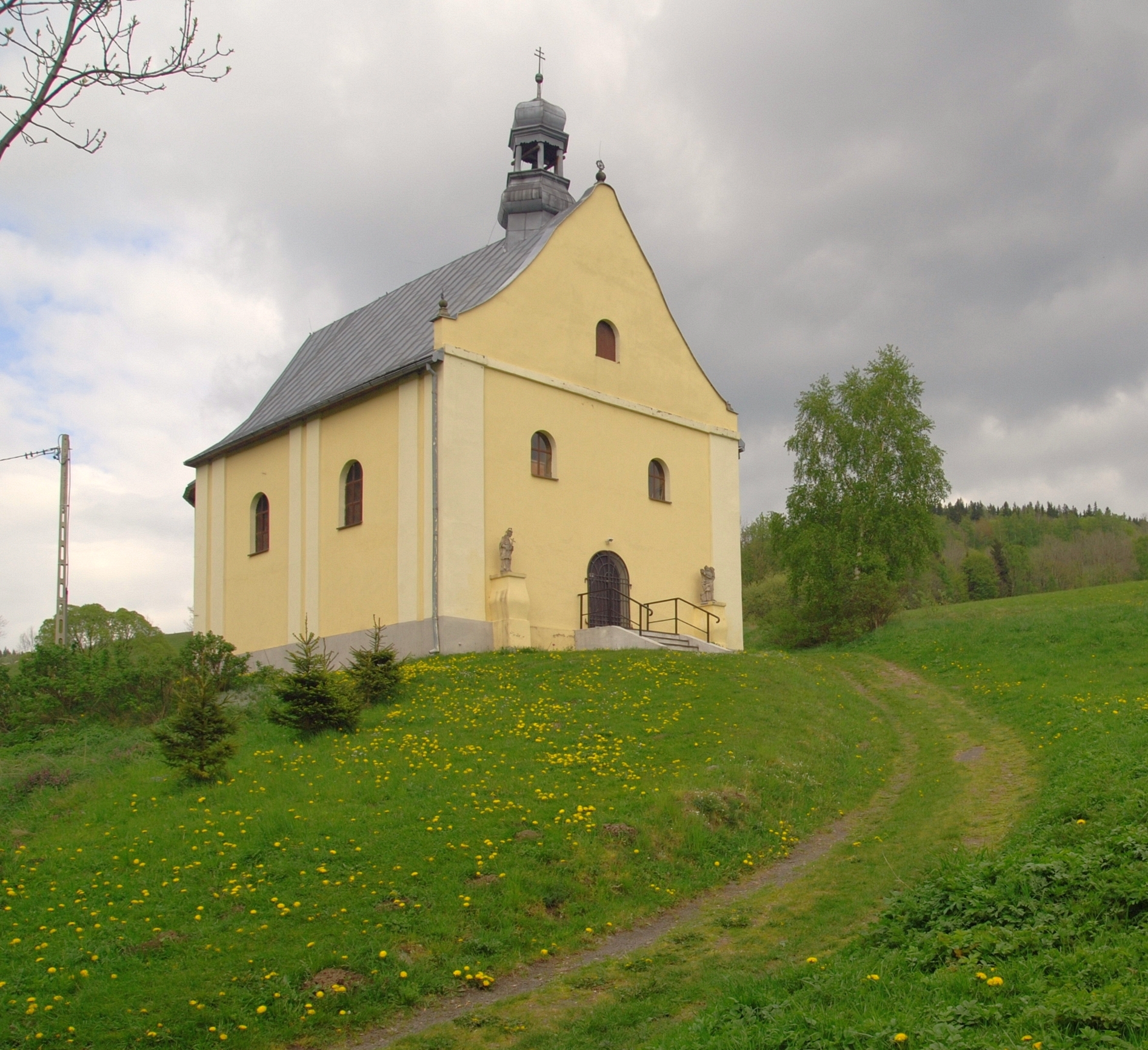
Kościół św. Jana Nepomucena w Lutyni
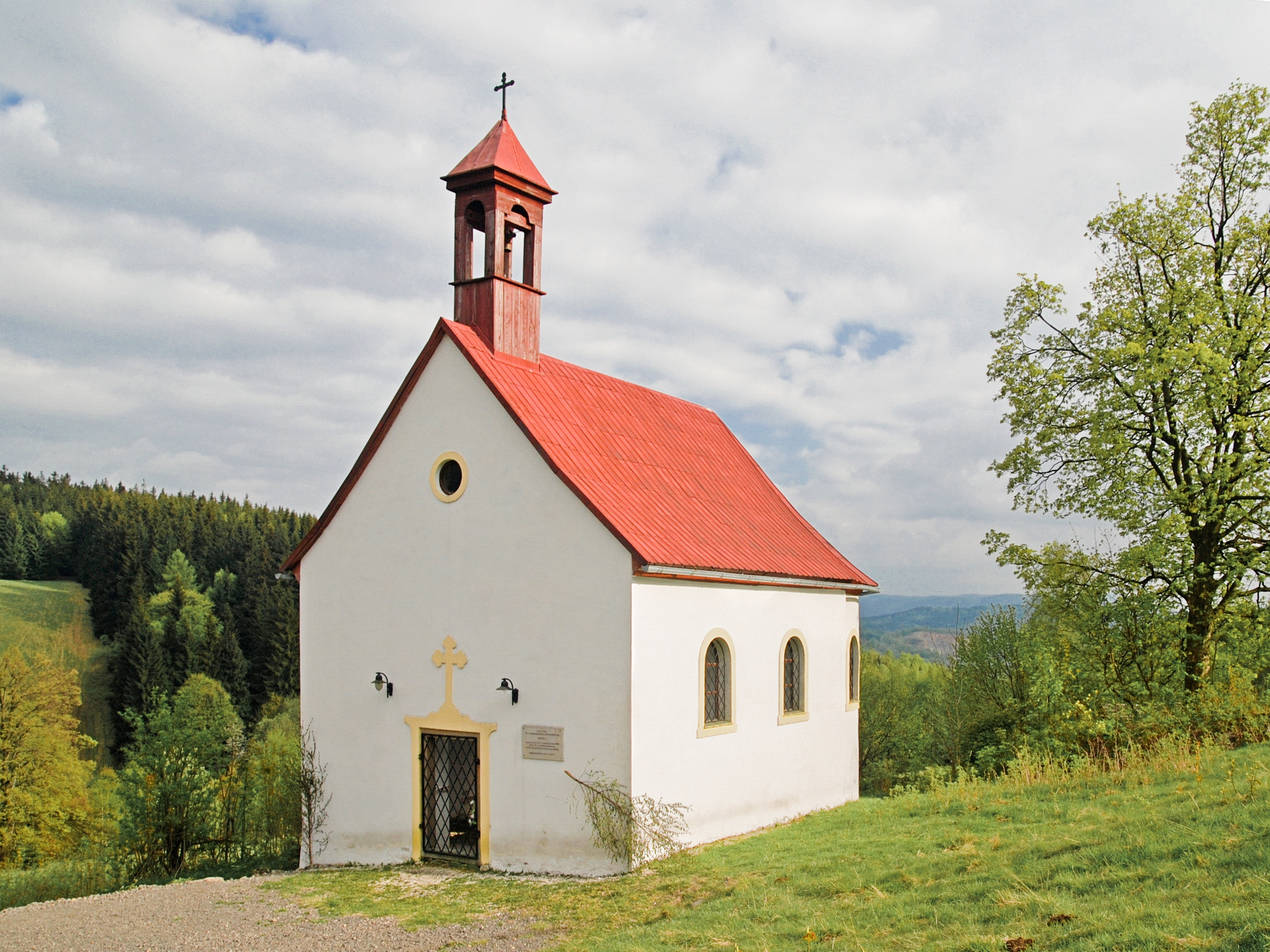
Kościół św. Karola Boromeusza we Wrzosówce
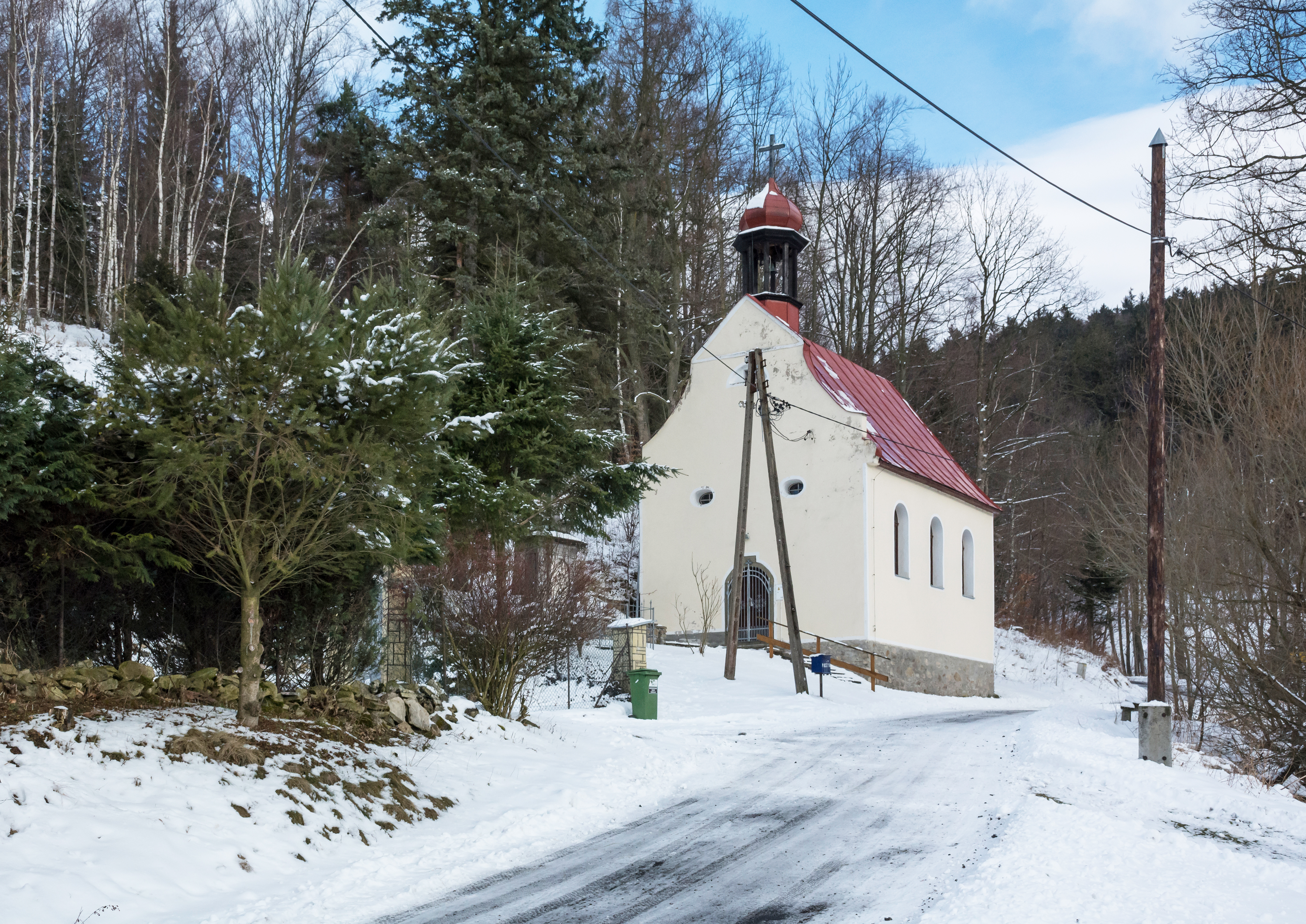
Kościół św. Antoniego Padewskiego w Wójtówce
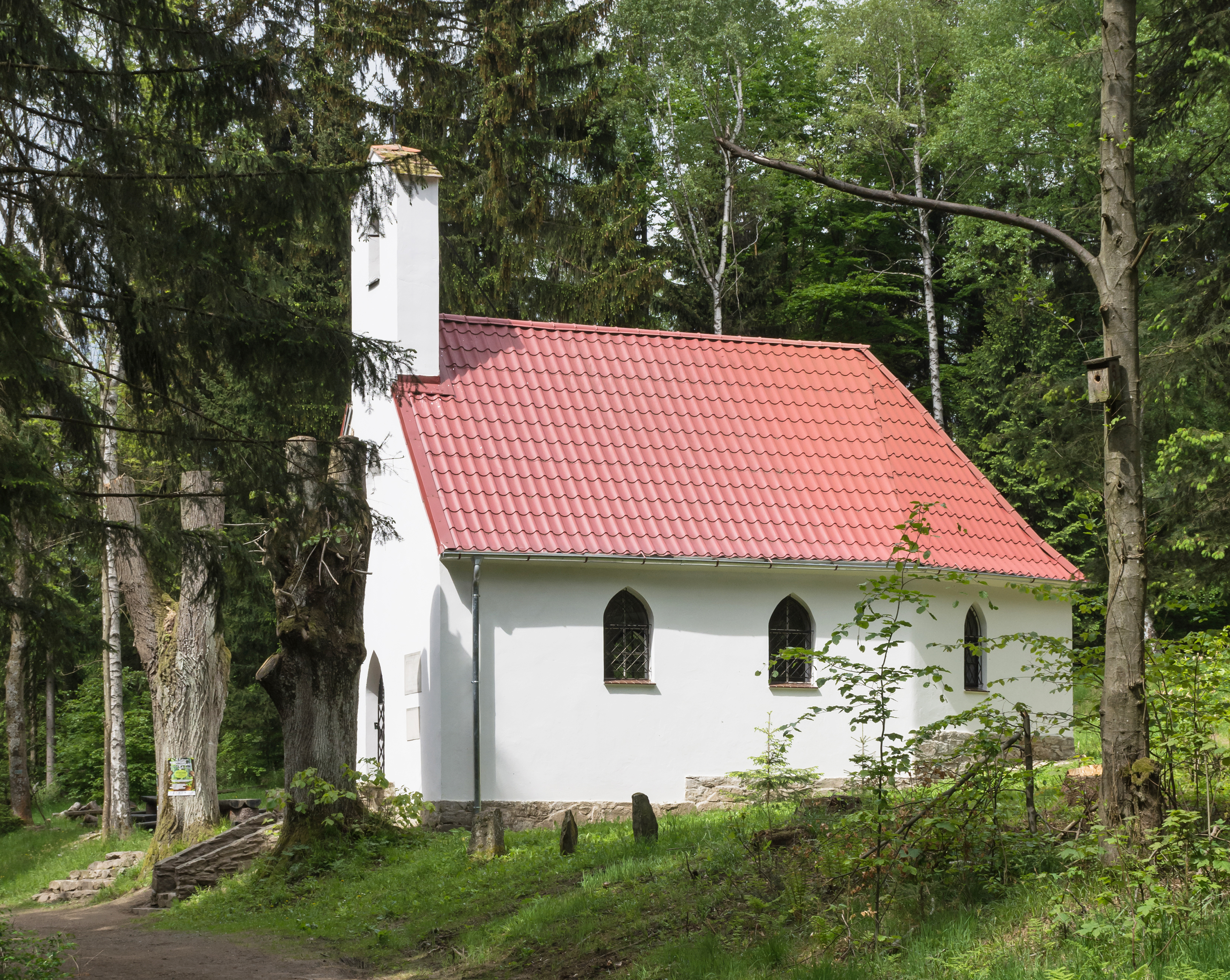
Kaplica Matki Bożej od Zagubionych w Karpnie